# Вариант отравленной пешки
Вариант отравленной пешки — название нескольких шахматных дебютов, в которых пешка считается «отравленной или ядовитой», потому что её взятие приводит либо к немедленному ухудшению позиции, либо к существенной потере материала. Самым известным считается положение, возникающее в варианте Найдорфа после ходов:
1.  e2-e4 c7-c5
2. Kg1-Kf3 d7-d6
3. d2-d4 c5:d4
4. Kf3:d4 Kg8-Kf6
5. Kb1-Kc3 a7-a6
6. Cc1-Cg5 e7-e6
7. f2-f4 Фd8-Фb6
На восьмом ходу обычно следует 8.Qd2 Qxb2, чёрные «принимают яд» (берут отравленную пешку b2). Однако белые могут сыграть 8.Nb3, защищая пешку.

## История
Одним из первопроходцев этого варианта был Давид Бронштейн, который в 1951 году на чемпионате мира сыграл вничью против Михаила Ботвинника 12-12. Бобби Фишер чуть позже по-своему трактовал этот дебют, применяя его с большим успехом.
Самым примечательным его использованием считаются 7 и 11 партии, сыгранные на чемпионате мира 1972 года, в матче между Фишером и Спасским. В обеих партиях Фишер, играя чёрными, брал пешку. В первой он добился безопасной позиции и ему удалось сохранить материальный перевес, но тем не менее, партия закончилась вничью. Во второй, Спасский удивил Фишера, преподнеся теоретическую новинку и выиграл партию. Фишер, в попытках обороняться, подставил ферзя и Спасскому удалось поймать его, что привело к единственному поражению Фишера в варианте отравленной пешки.
Впоследствии эту линию успешно применяли лидирующие игроки, включая чемпионов мира Гарри Каспарова, Виши Ананда и даже Анатолия Карпова. Это продолжение остаётся важнейшим теоретическим вариантом сицилианской защиты. В последняя время эта линия стала активно изучаться с помощью компьютеров, которые всё глубже и глубже залезают в дебри отравленных пешек. В 2010 году Грэм Бёрджесс отметил, что существующая на сегодняшний день теория позволяет утверждать, что пешка b2 «не насквозь уж пропитана мышьяком», но тем не менее, без хороших знаний лезть в этот вариант было бы самоубийством.

## Другие линии
Вариант отравленной пешки также получается из французской защиты: 1. e4 e6 2. d4 d5 3. Nc3 Bb4 4. e5 c5 5. a3 Bxc3+ 6. bxc3 Ne7 7. Qg4 Qc7 8. Qxg7 Rg8 9. Qxh7 cxd4 10. Ne2 Nbc6 (или 10. Kd1 Nd7). Как и в варианте Найдорфа, эта линия обнажает существенные слабости у обеих сторон и приводит к сложной позиционной игре. Белые могут атаковать на королевском фланге и пытаться толкать пешку h, пока чёрные будут подрывать центр.
Кроме того, похожая позиция получается в латышском гамбите, после ходов: 1. e4 e5 2. Nf3 f5 3. Bc4 fxe4 4. Nxe5 Qg5?! Это острейшее продолжение считается довольно сомнительным, поэтому сегодня почти не встречается.

## В популярной культуре
Этот вариант был показан в сериале Дефективный детектив, в эпизоде «Mr. Monk and the Genius».